# Hanneke Hendrix
Hanneke Hendrix (Tegelen, 4 april 1980) is een Nederlands schrijfster en hoorspelmaker.

## Biografie
Ze studeerde Writing for Performance aan de HKU en Wijsbegeerte aan de Radboud Universiteit Nijmegen. Hendrix woont in Nijmegen.
Hendrix schreef voor onder meer Literair Productiehuis de Wintertuin, NRC, Algemeen Dagblad, DW en B en festivals als Into the Great Wide Open en Lowlands. Voor dat laatste won ze in 2007 de schrijfwedstrijd. 
Voor De Hoorspelfabriek werkte ze mee aan hoorspelen voor de NTR en BNN waaronder het scenario voor de hoorspelbewerking van Mama Tandoori, een roman door Ernest van der Kwast. De hoorspelbewerking van Mama Tandoori werd in 2012 met een Prix Italia bekroond. In september 2020 kwam de door haar geregisseerde podcast Wraak uit in acht afleveringen, geschreven door Karin van der Meer en geproduceerd door AvroTros. Deze podcast werd genomineerd voor de prestigieuze Prix Europa 2021.
Haar debuutroman De verjaardagen kwam september 2012 uit bij Uitgeverij de Geus en werd shortlist-genomineerd voor de Academica Literatuurprijs 2013, Dioraphte Jongerenliteratuur Prijs 2013, en de Vrouw & Kultuur Prozaprijs 2011-2012. In 2015 kreeg zij de Cultuur Stimuleringsprijs Stad Nijmegen 2014. In 2019 stapte ze over naar uitgeverij Das Mag.
Sinds april 2017 is ze samen met Nynke de Jong en Alex van der Hulst host van de podcast Ik ken iemand die. In 2018 verschenen de beste verhalen van de podcast in boekvorm bij Unieboek, en in 2022 verscheen hun Vakantie Doeboek bij Nijgh & Van Ditmar. Ook is ze host van de podcasts Moorden in het Noorden, geproduceerd voor Podimo in opdracht van Dag en Nacht Media, en Moorden in de jaren 80 geproduceerd door New Tree Media.
Hendrix is columnist bij dagblad de Gelderlander en werkzaam als journalist voor tijdschrift &C.

## Werk
Roman:
- De verjaardagen (2012)
- De dyslectische – hartenclub (2014)
- Aswoensdag (2018)

Verhalenbundel:
- Het nieuwe zwart (met Dennis Gaens en Willem Claassen) (2009)
- Het Telefoonboek (non-fictie) (2022)

Hoorspelen:
- En ze noemden me Dientje... (2024)
- De hijger (2023)[6]
- De brandstapel (2022)[7]
- Het Sinterklaasjournaal De Podcast, seizoen 1 en 2 (2020 en 2022)[8]
- Wraak (2020)[9]
- De Kloof (2019)[10]
- Dit is hoe je doodgaat (2019)[11]
- De honderdjarige man die uit het raam klom en verdween (2018)[12]
- Koomen en Winnen (2015)[13]
- Bonita Avenue (2014)[14]
- Pekelvlees (2013)[15]
- Millennium (2011)[16]
- Mama Tandoori (2011)[1]
- Tirza (2010)[17]